# Opel Vectra
Opel Vectra (МФА: ˈoːpəl ˈveːktra) — среднеразмерный семейный автомобиль немецкого концерна Opel, пришедший на замену устаревшей модели Opel Ascona. В Соединённом Королевстве продавался под маркой Vauxhall, в Австралии был больше известен как Holden, в Латинской Америке — Chevrolet. Всего выпускалось три поколения, обозначавшиеся латинскими буквами A, B и C. Первая Vectra A встала на конвейер в сентябре 1988 года, производство последней версии Vectra C \ Signum завершилось в июле 2008 года. Второе поколение — Vectra B — пользовалось большой популярностью, за что получило прозвище «Любимец Европы».
Примечательно, что название «Vectra» не несёт какой-то конкретный смысл — это была одна из первых моделей с полностью «синтетическим» именем, выбранным компьютером.

## Vectra A
Продажи Opel Vectra первого поколения начались 14 октября 1988 года. В 1989 году автомобиль занял второе место в конкурсе Европейский автомобиль года. С июня 1992 года модель стала единственной в своём классе в Европе, на которой уже в базовой комплектации устанавливалась ABS. А в августе Vectra претерпела рестайлинг, получив, помимо обновлённой внешности, преднатяжители ремней безопасности и усилённую боковую защиту. Подавляющее большинство автомобилей имело передний привод; в ограниченном количестве выпускались полноприводные модификации, не получившие большого распространения ввиду сложности и дороговизны как в обслуживании, так и в ремонте. Такие версии комплектовались только механикой (кроме C20NE, который был доступен с автоматом) и более ограниченным набором двигателей: 88-сильным C18NZ, 115-сильным C20NE, 116-сильным 20NE, 129-сильный 20SEH, 136-сильным X20XEV, 150-сильным 20XEJ и наиболее мощным турбонаддувным 204-сильным C20LET.
Производство Vectra А было остановлено в июле 1995 года. Всего выпустили порядка 2,5 миллиона экземпляров.

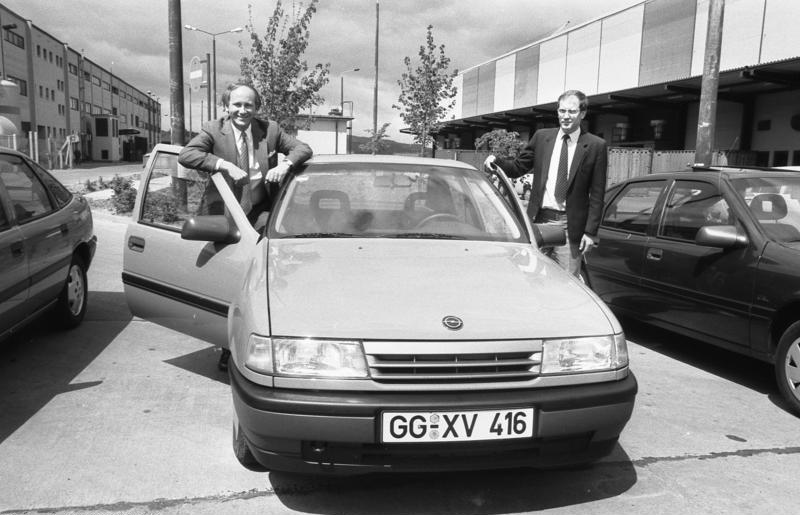
Генеральный директор концерна Adam Opel AG Луис Хьюз и управляющий автомобильным заводом в Эйзенахе Вольфрам Лидке рядом с автомобилем Opel Vectra A, 1990 год

### Двигатель
Автомобили комплектовались бензиновыми двигателями объёмом 1,4, 1,6, 1,8, 2,0, 2,5 л, а также дизельными двигателями объёмом 1,7 л. Бензиновые двигатели объёмом 1,4, 1,6, 1,8, 2,0 л выпускались с одним распределительным валом верхнего расположения (SOHC). Они обладали мощностью от 75 до 129 л. с. Через год после начала выпуска модели карбюраторный двигатель 14NV (1,4 л) мощностью 75 л. с. был снят с производства ввиду несоответствия европейскому экологическому стандарту, на смену ему пришёл двигатель C16NZ (1,6 л) той же мощности. Самым мощным в гамме SOHC моторов был 20SEH объёмом 2 л, отличавшийся от схожего с ним 20NE (115 л. с.) иной степенью сжатия (10,0:1) и распределительным валом с более широкими фазами и другому подъёму кулачков. Дизельный двигатель 1,7 л мощностью от 55 до 82 л. с. был разработан компанией Isuzu.
Двигатели объёмом 2,0 л обладали двумя распределительными валами (DOHC), а 2,5 л V6 имели по два распредвала на каждый ряд цилиндров. На модификации 2000 и GT устанавливался двигатель C20XE (150 л. с.), имевший также версию с турбонаддувом C20LET (204 л. с.). С 1993 года в гамму DOHC моторов вошёл двигатель X20XEV (136 л. с.), отличавшийся от C20XE низким уровнем шума и вибраций, а также лучшей экологичностью. Двигатель C25XE V6 2,5 л (170 л. с.) устанавливался в период с 1993 по 1995 годы на машины в максимальных комплектациях.
Инжекторные бензиновые восьмиклапанные двигатели могли использовать бензин с октановым числом 92 или 95, что обеспечивалось изменением настройки электронного блока управления с помощью перемычки желтого цвета, которая находится в районе левой стойки.
Бензин с октановым числом 92 (Аи-92) в 90-е годы обозначался как 91.

### Трансмиссия
На автомобили устанавливались механические 5-ступенчатые коробки передач, а также автоматическая 4-ступенчатая гидромеханическая КПП японской фирмы Aisin. Также существовала версия с 6-ступенчатой коробкой передач F28, устанавливавшаяся на Vectra Turbo, выпускавшуюся с 1993 по 1995 годы.

### Подвеска
У большинства автомобилей передняя — независимая типа Макферсон со стабилизатором поперечной устойчивости, задняя — полунезависимая, со стабилизатором поперечной устойчивости (только на моделях 1,8 и 2,0 л). Полноприводные модификации, вошедшие в серийное производство, с 1990 года оснащались оригинальной независимой задней подвеской. Также независимая задняя подвеска устанавливалась на модификацию 2000, выпускавшуюся до 1992 года.

### Кузов
Vectra A выпускалась в двух вариантах кузова: хетчбэк и нотчбэк (разновидность седана с сильно наклонённой задней стойкой), называемый обычно просто седаном. В 1992 году, после рестайлинга, изменилась передняя и задняя оптика, решётка радиатора с эмблемой, накладки бамперов. Тогда же в двери начали устанавливаться усиливающие элементы для защиты пассажиров при боковом столкновении.

## Vectra B
Второе поколение было представлено в октябре 1995 года на Франкфуртском автосалоне. Спустя год, в сентябре 1996 года анонсирована версия Caravan с кузовом универсал, под слоганом «На шаг впереди мафии». Vectra B заменила Vauxhall Cavalier в Великобритании. Экспортировалась в Бразилию под брендом Chevrolet, в Австралии и Новой Зеландии продавалась под именем Holden Vectra. В период с 1998 по 2001 год компания Holden собирала Vectra (около 60 % объема производства) для экспорта на другие праворульные рынки региона, хотя на продажи негативно повлиял азиатский экономический кризис.
В феврале 1999 года на автосалоне в Амстердаме дебютировала рестайлинговая версия. Были изменены: передняя и задняя оптика, бамперы, форма багажника, приборная панель, мелкие детали интерьера и экстерьера (дверные ручки, бамперы и молдинги окрашены в цвет кузова, внутренние ручки дверей стали хромированными, накладки на пороги и т. д.). Все версии теперь комплектовались 5-болтовыми ступицами (ранее они шли только с объёмом двигателя больше 2 литров), штатно в комплектации стали присутствовать 4 подушки безопасности. Были и прочие усовершенствования: так, педальный узел при аварии «отстреливается» внутрь, оберегая водителя от повреждения ног, а с осени того же года появилась система активных подголовников.
В Египте Opel Vectra B выпускалась с 1996 года в двух вариантах, вначале — 1.6L 8V GLS с ручной коробкой передач и 2.0L 8V CD с автоматической коробкой передач. Позднее, с 2000 года, рестайлинговая модель предлагалась в вариантах 1.6L 8V GLS с ручной коробкой передач (позже заменена на шестнадцатиклапанник с АКПП), 2.0L 16V CD с автоматической коробкой передач и 2.0L CDX с автоматической коробкой передач и изменённым интерьером. В 2002 году местное производство Opel Vectra прекратилось, её заменили Opel Corsa Sedan и Opel Astra Sedan.
В 1997-1998 годах была даже собрана установочная партия Vectra B в Елабуге (Татарстан) на СП ЕлАЗ — General Motors. Собрали 252 экземпляра. Выпускалась версия с двигателем X20XEV в комплектации CD, включавшей кондиционер, кассетную магнитолу, подогрев сидений и зеркал, полный электропакет, 2 подушки безопасности, механическую коробку передач F23, омыватель фар, легкосплавные колёсные диски (с изменённым дизайном). Также, предположительно, выпускались версии с двигателем x16xel. Машины, собранные в Елабуге, имели табличку под капотом с информацией об месте сборки и VIN, и дополнительный VIN, проставленный на переднем крыле (чашка амортизатора), на табличке под капотом, на полке багажника. Все машины российской сборки были с кузовом седан. Однако, августовский дефолт 1998 года поставил точку на сборке Opel Vectra в России; оставшиеся моторы были проданы Волжскому автозаводу для установки на «топовую» модификацию ВАЗ-21106.
На этой же платформе была построена североамериканская Saturn L-Series, вставшая на конвейер в 2000 году, производившаяся всего пять лет и признанная неудачной. Позднее эту серию заменила Saturn Aura, созданная уже на базе GM Epsilon, так же как и Vectra C. В октябре 2013 года журнал Top Gear поместил Vectra в свой список «13 худших автомобилей последних 20 лет», описав автомобиль как «настолько посредственный, что Джереми Кларксон отказался его водить».
Производство Vectra B остановлено в марте 2002 года.

### Модификации
Ограниченным тиражом выпускались спортивные версии: i500, Super Touring и GSi. Первая версия была разработана в Германии компанией Opel Motorsport. Отличалась двигателем V6 с мощностью, увеличенной до 195 л. с. (143 кВт), спортивным обвесом и деталями интерьера. Две другие были созданы Motor Sport Developments, базировавшейся в Милтон-Кинсе. Всего выпущено около 3900 экземпляров версии 2.5 GSi, в основном в кузовах седан и хетчбэк. Универсалов было произведено 317 штук.
Существовал редкий вариант Vectra — i30 в кузове универсал. Разработан к 30-летию ателье Irmscher, производился по индивидуальному заказу. Оснащался исключительно механической КПП и модифицированным двигателем 3.0 V6 от старшей модели Omega B, выдававшим 220 л. с. Собрано менее 30 запланированных экземпляров.
В 2000—2001 годах производилась последняя серия 2.6 GSi, но она была ограничена 500 машинами. Аналогично, наибольшую часть составляли седаны и хетчбэки, универсалов 37 штук. Эти версии получили множество обновлений, включая ксеноновые фары и передние тормоза с увеличенным диаметром диска.
Vectra B использовалась в полиции. Такие модификации отличаются изменённым двигателем объёмом 1,8L (установлены иные распредвалы, поршни, возможно, коленвал с шатунами), возможно, установлена КПП с иными передаточными числами. Также отсутствует карман в передней пассажирской двери (вместо него — кобура под автомат), иными деталями.

### Двигатель
Автомобили комплектовались бензиновыми двигателями объёмом 1,6 (16LZ2, X16SZR, X16XEL, Y16XE, Z16XE), 1,8 (X18XE, X18XE1, Z18XE, Z18XEL), 2,0 (X20XEV, 20NEJ), 2,2 (Z22SE), 2,5 (X25XE), 2,6 (Y26SE), а также дизельными двигателями объёмом 1,7 (X17DT), 2,0 (X20DTL, X20DTH, Y20DTH), 2,2 (Y22DTR) Бензиновые двигатели выпускались как с одним (SOHC), так и с двумя верхними распределительными валами (DOHC).
Двигатель X20XEV применялся также и на других моделях концерна, в частности, на Opel Omega. На Vectra A устанавливался в последний год производства, на Vectra B — вплоть до 2000 года. Считается неприхотливым и одним из самых удачных в линейке двигателей. Имеет распределённый впрыск, блок зажигания с двумя катушками (по одной на каждую пару свечей), один лямбда-зонд, катализатор. Отвечает нормам Евро-2, на что указывает буква X в начале кода.
| Технические характеристики Opel Vectra B | Технические характеристики Opel Vectra B | Технические характеристики Opel Vectra B | Технические характеристики Opel Vectra B | Технические характеристики Opel Vectra B | Технические характеристики Opel Vectra B | Технические характеристики Opel Vectra B | Технические характеристики Opel Vectra B | Технические характеристики Opel Vectra B | Технические характеристики Opel Vectra B | Технические характеристики Opel Vectra B | Технические характеристики Opel Vectra B | Технические характеристики Opel Vectra B       |  |
| Марка двигателя                          | Тип двигателя, /число цилиндров          | Объем, см³                               | Мощн., кВт/об. л. с./об.                 | Момент при об.                           | Диаметр цилиндра мм.                     | Степень сжатия                           | Бензин                                   | Катализатор                              | Разгон до 100 сек. МКПП, АКПП            | Макс. Скор. км/ч МКПП, АКПП              | Топливная система                        | Расход топл., при 90, при 120 ГЦ, л/100 (АКПП) |  |
| ---------------------------------------- | ---------------------------------------- | ---------------------------------------- | ---------------------------------------- | ---------------------------------------- | ---------------------------------------- | ---------------------------------------- | ---------------------------------------- | ---------------------------------------- | ---------------------------------------- | ---------------------------------------- | ---------------------------------------- | ---------------------------------------------- |  |
| X16SZR (1.6i)                            | OHC 4 в ряд                              | 1598                                     | 55/5200 75/5200                          | 128/2800                                 | 79,0                                     | 10,0                                     | 91-98                                    | +                                        | 15,5 -                                   | 175 -                                    | Multitec (F)                             | 4,8 6,1 9,0                                    |  |
| 16LZ2 (1.6i)                             | OHC 4 в ряд                              | 1598                                     | 55/5400 75/5400                          | 120/2800                                 | 79,0                                     | 8,8                                      | 91                                       | -                                        | 15,5 —                                   | 175 -                                    | Multitec                                 | 6,2 7,7 10,5                                   |  |
| X16XEL (1.6i 16V)                        | DOHC 4 в ряд                             | 1598                                     | 74/6200 100/6200                         | 150/3200                                 | 79,0                                     | 10,5                                     | 91-98                                    | +                                        | 12,5 14,5                                | 188 178                                  | Multitec-S                               | 5,1 (5,5) 6,3 (7,0) 8,8 (10,4)                 |  |
| X18XE (1.8i 16V)                         | DOHC 4 в ряд                             | 1799                                     | 85/5400 115/5400                         | 170/3600                                 | 81,6                                     | 10,8                                     | 91-98                                    | +                                        | 11,0 12,5                                | 203 200                                  | Simtec 56.5                              | 5,4 (6,0) 6,7 (7,4) 9,2(10,5)                  |  |
| X18XE1 (1.8i 16V)                        | DOHC 4 в ряд                             | 1796                                     | 85/5400 115/5400                         | 170/3400                                 | 80,5                                     | 10,5                                     | 91-98                                    | +                                        |                                          |                                          | Simtec 70                                |                                                |  |
| 20NEJ (2.0i)                             | OHC 4 в ряд                              | 1998                                     | 82/5400 109/5400                         | 165/2800                                 | 86,0                                     | 9,2                                      | 91-98                                    | -                                        | 11,5 12,5                                | 195 192                                  | Motronic M1.5.4                          | 6,2 (5,6) 7,7 (7,0) 11,5 (11,3)                |  |
| X20XEV (2.0i 16V)                        | DOHC 4 в ряд                             | 1998                                     | 100/5600 136/5600                        | 188/3200                                 | 86,0                                     | 10,8                                     | 91-98                                    | +                                        | 10,0 11,0                                | 215 212                                  | Simtec 56.5                              | 5,8 (5,6) 7,1 (6,8) 10,0 (10,5)                |  |
| C20SEL (2.0i 16V)                        | DOHC 4 в ряд                             | 1998                                     |                                          |                                          |                                          |                                          | 91-98                                    | +                                        |                                          |                                          |                                          |                                                |  |
| C22SEL (2.2i 16V)                        | DOHC 4 в ряд                             |                                          |                                          |                                          |                                          |                                          | 91-98                                    | +                                        | 9,5 10,5                                 | 218 213                                  | Motronic M                               | 6,3 (6,8) 8,4 (6,8) 12,0 (13,1)                |  |
| Z22SE (2.2i 16V)                         | DOHC 4 в ряд                             | 2198                                     | 108/6000 147/6000                        |                                          |                                          |                                          | 91-98                                    | +                                        | 9,5 10,5                                 | 218 213                                  | Motronic M                               | 6,3 (6,8) 8,4 (6,8) 12,0 (13,1)                |  |
| X25XE (2.5i V6)                          | DOHC V6                                  | 2498                                     | 125/5800 170/5800                        | 230 3200                                 | 81,6                                     | 10,8                                     | 91-98                                    | +                                        | 8,5 9,5                                  | 230 227                                  | Motronic M2.8.3                          | 6,8 (6,5) 8,3 (8,0) 11,3 (12,0)                |  |
| Y26SE (2.6i V6)                          | DOHC V6                                  | 2597                                     | 133/5800 180/5800                        | 240/3500                                 | 81,6                                     | 10,8                                     | 91-98                                    | +                                        | 8,5 9,0                                  | 230 227                                  | Motronic M                               | 7,2 (7,8) 9,7 (9,7) 14,0 (14,9)                |  |
| X17DT (1.7D)                             | OHC 4 в ряд                              | 1699                                     | 60/4400 82/4400                          | 168/2400                                 |                                          | 22,0                                     | Диз                                      | -                                        | 11,5 -                                   | 175 -                                    | Дизель VE4                               | 4,6 6,4 6,7                                    |  |
| X20DTL (2.0DI) c 1997 г. по 2000 г.      | OHC 4 в ряд                              | 1995                                     | 60/4300 82/4300                          | 185/1800                                 | 84,0                                     | 18,5                                     | Диз                                      | -                                        | 15,5 -                                   | 178 -                                    | Дизель EDC MSA 15.6                      | 4,0 5,0 6,0                                    |  |
| Y20DTH (16V)                             | DOHC 4 в ряд                             | 1994                                     | 74/4300 101/4300                         | 205/1600                                 | 84,0                                     | 18,5                                     | Диз                                      | -                                        | 13,0 -                                   | 192 -                                    | Турбо Дизель                             | 4,5 5,7 7,0                                    |  |
| Y22DTR (16V)                             | DOHC 4 в ряд                             | 2171                                     | 92/4500 125/4300                         |                                          |                                          |                                          | Диз                                      |                                          | 10,5 -                                   | 207 -                                    | Турбо Дизель                             | 5,0 6,5 9,0                                    |  |

### Техническое оснащение
Автоматическая 4-ступенчатая (японская, фирмы Aisin) или механическая 5-ступенчатая коробка переключения передач (МКПП) с гидравлическим приводом сцепления. Полноприводных вариантов Vectra B не существовало.
Классический Макферсон спереди, задняя подвеска многорычажная.
Тормозная система гидравлическая, двухконтурная, с вакуумным усилителем и ABS. С двигателями с объёмом 2,0 литров и выше устанавливалась антипробуксовочная система и дисковые тормоза увеличенного диаметра на всех колёсах.

### Цены
В России в 1997 году новый универсал Opel Vectra 2.0 16v Caravan стоил 34 000 долларов. Седаны: 1,6GL — 26 000$, 2,0GL — 30 000$, 2,5V6 — 36 100$.
В Германии в 1997 году цена на седан составляла: 1,6GL — 17 513DM, 2,0GL — 19 706DM, 2,5V6 — 28 522DM.
| Модель                       | Мощность, л. с. | Цена sedan, DM | Цена Caravan, DM |
| ---------------------------- | --------------- | -------------- | ---------------- |
| Opel Vectra 1.6 sedan        | 75              | 31895          | -                |
| Opel Vectra 1.6 16V sedan    | 100             | 33640          | 35395            |
| Opel Vectra 1.8 16V sedan    | 115             | 35710          | 37465            |
| Opel Vectra 2.0 16V sedan    | 136             | 37515          | 39495            |
| Opel Vectra 2.5 V6 CD sedan  | 170             | 45665          | 47025            |
| Opel Vectra 2.0 DI 16V sedan | 82              | 33640          | 35395            |

Доплата:
за кузов хетчбэк — 645 DM (к стоимости седана),
за боковые подушки безопасности — 660 DM.

## Vectra C
В 2005 году был проведён рестайлинг кузова, при рестайлинге изменения в основном коснулись передней части автомобиля (существенно изменились передние фары и решётка радиатора). В 2009 году на смену Vectra пришла следующая модель концерна — Insignia.

### Двигатель
Автомобили комплектовались следующими двигателями: бензиновыми, с турбонаддувом и без, объёмом 1,6 л (Z16XE, Z16XEP), 1,8 л (Z18XE, Z18XEL, Z18XER), 2,0 л (Z20NET), 2,2 л (Z22SE, Z22YH), 2,8 л (Z28NEL, Z28NET), 3,2 л (Z32SE), а также дизельными с турбонаддувом объёмом от 1,9 до 3,0 л (Z19DT, Z19DTL, Z19DTH, Y20DTH, Y22DTR, Z30DT, Y30DT). Все двигатели соответствовали экологическим нормам Евро-3 или Евро-4.
С самого начала выпуска модели Vectra C имеет полностью оцинкованный кузов.
Передняя подвеска однорычажная с шаровыми опорами, запрессованными в нижние рычаги подвески. Задняя подвеска независимая многорычажная.

### Комплектации
Автомобили выпускались в нескольких комплектациях, таких как «Cosmo» — самая богатая комплектация, «Elegance» — средняя и «Essentia» — самая простая, также была возможность дозаказывать к каждой из этих комплектаций дополнительное оборудование.